# Deep Night
Deep Night ist ein Popsong, den Charles E. Henderson (Musik) und Rudy Vallée (Text) verfassten und 1929 veröffentlichten.

## Hintergrund
Mit Songs wie My Time Is Your Time und I'm Just a Vagabond Lover wurde Rudy Vallée Ende der 1920er-Jahre über die Cafehäuser Manhattans hinaus bekannt. Er war bald mit romantischen Songs wie Deep Night „musikalisches Sexsymbol der späten 20er für viele junge Mädchen, der Vorläufer von Entertainern wie Frank Sinatra, Elvis Presley und The Beatles“. „Deep night, stars in the sky above“, heißt es in Vallées Liedtext zur Musik des Songwriters und Gesangscoachs Charles Henderson, „deep in the arms of love“. Rudy Vallée and His Connecticut Yankees nahm den Song am 6. Februar 1928 für Victor Records auf (#21868). Neben Vallée war auch Ruth Etting mit ihrer Version des Songs (Columbia 1801-D) erfolgreich in den amerikanischen Hitparaden. Vallée stellte den Song in einem Vitaphone-Musikkfilm vor und spielte den Song am 11. August 1937 erneut ein (Bluebird 7140). Die Musikzeitschrift Variety nahm den Song in ihre Liste Hit Parade of an Half Century auf. In späteren Jahrzehnten war das Lied Teil der Soundtracks der Filme Bonnie und Clyde (1967) und My Private Idaho (1991).

## Weitere Aufnahmen und spätere Coverversionen
Zu den Musikern, die den Song ab Ende 1923 coverten, gehörten Bob Haring (Brunswick), The Goofus Five/Smith Ballew (OKeh), die California Ramblers (Harmony) und in Paris Sam Wooding. Der Diskograf Tom Lord listet im Bereich des Jazz insgesamt 73 (Stand 2016) Coverversionen, u. a. ab 1939 von Tommy Dorsey, Ziggy Elman, Woody Herman, Sam Donahue, Hal McIntyre, Tex Beneke, Harry James, Duke Ellington, Art Van Damme, Bud Powell, Bobby Hackett, Art Tatum, Sonny Clark (Cool Struttin’, 1958 ), George Shearing, Dave McKenna, Booker Ervin, Joe Venuti, Bob Wilber und Betty Carter. Hugo Napton interpretierte den Song in dem Spielfilm Love Streams (1984, Regie John Cassavetes).